# Javamorkulla
Javamorkulla (Scolopax saturata) är en fågel i familjen snäppor inom ordningen vadarfåglar. Den tros minska i antal. IUCN kategoriserar den som nära hotad.

## Utseende
Javamorkullan är en rätt liten (29–31 cm) och mörk morkulla med lång näbb. Den är mycket lik papuamorkullan som tidigare behandlades som underart. Denna är dock ännu mörkare, nästan brunsvart och något djupare orangebrun. Undertill ser den mörka bandningen tydligare och mer regelbunden ut och det vita på undersidan är renare och mer utbrett både tvärs över och nerför buken. Det beigevita på hakan är å andra sedan mer begränsat så att en kil med den brunare dräkten når in mot näbbroten. Vidare är näbben längre och ibland syns vitt ovanför tygeln.

## Utbredning och systematik
Fågeln förekommer i bergstrakter på Sumatra och västra Java. Den behandlas numera som monotypisk, det vill säga att den inte delas in i några underarter, men tidigare inkluderades papuamorkullan (S. rosenbergii) som en underart.

## Levnadssätt
Fågeln förekommer i bergsbelägen regnskog på mellan 1 500 och 3 000 meters höjd. Den verkar inte tolerera skog som påverkats av människan. Födan är i princip okänd. Två analyser av maginnehåll visade på fjärilslarver och puppor. Den häckar under regnperioden, från april februari till april på Java, medan ungar hittats i mitten av maj på Sumatra.

## Status och hot
Javamorkullan har troligen ett begränsat utbredningsområde och antas minska i antal. Internationella naturvårdsunionen IUCN kategoriserar den därför som nära hotad. Beståndet uppskattas till under 10 000 vuxna individer.